# Ana Moura (badmintonistka)
Ana Moura (ur. 21 stycznia 1986 w Funchal, Portugalia) – portugalska badmintonistka. Uczestniczka Letnich Igrzysk Olimpijskich 2008.